# Copiapite
La copiapite (simbolo IMA: Cpi) è un minerale relativamente raro appartenente al gruppo omonimo e alla classe dei "solfati (selenati, tellurati, cromati, molibdati e tungstati)" con formula chimica Fe2+Fe3+4[(OH)2|(SO4)6] • 20(H2O) e quindi, chimicamente parlando, un solfato ferrico-ferroso contenente acqua con ioni idrossido addizionali. La copiapite è il ferrisolfato più abbondante.

## Etimologia e storia
La copiapite è stata scoperta per la prima volta nella provincia di Copiapó, vicino all'omonima città nella Regione di Atacama, in Cile.
La copiapite è stato descritto scientificamente nel 1833 da Heinrich Rose con il nome di ossido basico di ferro solforico. Successivamente Wilhelm Karl Ritter von Haidinger chiamò il minerale nel 1845 come la sua località tipo.
Il campione tipo del minerale è conservato presso l'Università Harvard a Cambridge, (Massachusetts, Stati Uniti) con il nº di catalogo 99059.

## Classificazione
Già nell'obsoleta, ma in parte ancora in uso, ottava edizione della sistematica minerale secondo Strunz, la copiapite apparteneva alla classe dei minerali di "solfati, cromati, molibdati, tungstentati" (compresi selenati e tellurati) e lì alla sottoclasse dei "solfati acquosi con anioni estranei", dove insieme al botriogeno formava il "gruppo botriogeno-copiapite" con il sistema nº VI/D.10 insieme agli altri membri alluminocopiapite, calciocopiapite, chaidamuite, cuprocopiapite, ferricopiapite, guildite, magnesiocopiapite, zincobotriogeno e zincocopiapite.
La 9ª edizione della sistematica minerale di Strunz, valida dal 2001 e utilizzata dall'Associazione Mineralogica Internazionale (IMA), classifica la copiapite nella categoria dei "7.D Solfati (selenati, ecc.) con anioni aggiuntivi, con H2O"; questa viene ulteriormente suddivisa in base alla dimensione relativa dei cationi coinvolti e alla struttura cristallina, in modo che il minerale sia classificato nella suddivisione "7.DB Con soltanto cationi di media dimensione; ottaedri isolati e unità finite", dove forma il "gruppo della copiapite" con il sistema nº 7.DB.35 insieme agli altri membri alluminocopiapite, calciocopiapite, cuprocopiapite, ferricopiapite, magnesiocopiapite e zincocopiapite.
La classificazione dei minerali basata su Dana, utilizzata principalmente nel mondo anglosassone, classifica la copiapite nella classe dei "solfati (e simili)" e lì nella sottoclasse dei "solfati idrogeni con ossidrile o alogeni". Qui prende il nome di "gruppo della copiapite" con il sistema nº 31.10.05 all'interno della sottosezione "Solfati acquosi vari con ossidrile o alogeni".

## Abito cristallino
La copiapite cristallizza nel sistema triclino nel gruppo spaziale P1 (gruppo nº 2) con i parametri reticolari a = 7,39 Å, b = 18,21 Å, c = 7,29 Å, α = 93,7°, β = 102,0° e γ = 99,3°, nonché una unità di formula per cella unitaria.
La struttura cristallina della copiapite è costituita lungo [101] da catene di ottaedri di coordinazione metallica complessa (Fe3+O3(OH)(H2O)2) e tetraedri [SO4]. Le catene sono tenute insieme da legami idrogeno.

## Proprietà chimico-fisiche
Il minerale è solubile in acqua e deve quindi essere conservato lontano dall'umidità.
Con una durezza Mohs da 2,5 a 3, la copiapite è uno dei minerali da teneri a medio-duri che possono essere graffiati un po' più facilmente con una moneta di rame rispetto al minerale di riferimento calcite (durezza 3).

## Origine e giacitura
La copiapite si forma tipicamente come minerale secondario sotto l'influenza dell'acqua acida della miniera attraverso gli agenti atmosferici e l'ossidazione della pirite e di altri solfuri contenenti ferro o con l'aiuto di batteri, come per esempio l'Acidithiobacillus ferrooxidans (vedi anche acidithiobacillus) in un'ampia gamma di tipi di roccia. A causa della sua solubilità in acqua, tuttavia, il minerale è stabile solo nelle zone a clima arido. In rari casi, la copiapite può anche essere causata da processi fumarolici. A seconda di dove è stato trovato, alogeno, amarantite, botriogeno, butlerite, fibroferrite, alotrichite e melanterite, tra gli altri, possono presentarsi come minerali di accompagnamento.
Essendo una formazione minerale piuttosto rara, la copiapite può essere abbondante in varie località, ma nel complesso non è molto comune. Finora, sono noti circa 370 siti per la copiapite (a partire dal 2016). Oltre alla sua località tipo, Copiapó, e alla vicina Tierra Amarilla nella regione di Atacama, il minerale si trovava anche in Cile nella penisola vicino a Mejillones e nella miniera di rame di Chuquicamata nella regione di Antofagasta e vicino a Cuya nella regione di Arica e Parinacota.
In Italia la copiapite si trova nelle croste nella miniera del Nibbio, nel comune di Mergozzo, in provincia del Verbano-Cusio-Ossola; nella miniera di Libiola, nel comune di Sestri Levante, in Liguria; a Vigneria e a Capo d'Arco, nel comune di Rio, e nel comune di Capoliveri, tutti e due sull'isola d'Elba.
In Germania, la copiapite è stato trovato nella cava di Clara vicino a Oberwolfach e nella fossa di Wildsbach nella valle di Untermünster nel Baden-Württemberg, una cava di argilla vicino a Bad Freienwalde nel Brandeburgo, nelle Miniere di Rammelsberg in Bassa Sassonia, nella fossa di Anna e nelle miniere di Julia, Christian Levin e Auguste Victoria nella Renania Settentrionale-Vestfalia, nella miniera di Friedrichssegen in Renania-Palatinato, nelle cave del comune di Nonnweiler nel Saarland, nella miniera Willi Agatz vicino a Dresda in Sassonia e nelle cave di ardesia vicino a Lehesten in Turingia.
In Austria, il minerale è stato trovato nell'Hüttenberger Erzberg in Carinzia, vicino ad Amstall nella Bassa Austria, nell'Hüttwinkltal/Raurisertal e vicino a Mitterberg (comune di Mühlbach am Hochkönig) a Salisburgo, nella cava di Schlarbaum vicino a Klausen (Bad Gleichenberg) e sullo Zinkwand (Tauri di Schladming e di Murau) in Stiria, nonché in una cava di gneiss vicino a Rufling in Alta Austria.
In Svizzera, la copiapite è finora conosciuto solo dalla Valle del Trodo vicino a Magadino nel Canton Ticino e da Saint-Luc e Granges (comune di Sion) nel Canton Vallese.
Diversi altri siti sono sparsi in tutto il mondo.

## Forma in cui si presenta in natura
La copiapite presenta in aggregati scagliosi, in masse polverulente, in aggregati sugherosi o in incrostazioni, raramente in piccoli cristalli.
La copiapite sviluppa solo cristalli di dimensioni millimetriche con un habitus sottile e una lucentezza madreperlacea sulle superfici del tavolo. Di solito si trova sotto forma di rivestimenti crostosi e aggregati minerali squamosi o granulari o polverosi. A seconda della gravità, il minerale è da trasparente a opaco e di colore da giallo chiaro a scuro o giallo-arancio. Negli aggregati densi, tuttavia, la copiapite può anche apparire dal giallo-verde al verde oliva. Il colore della sua linea, invece, è sempre giallo chiaro.